# Amonstiege

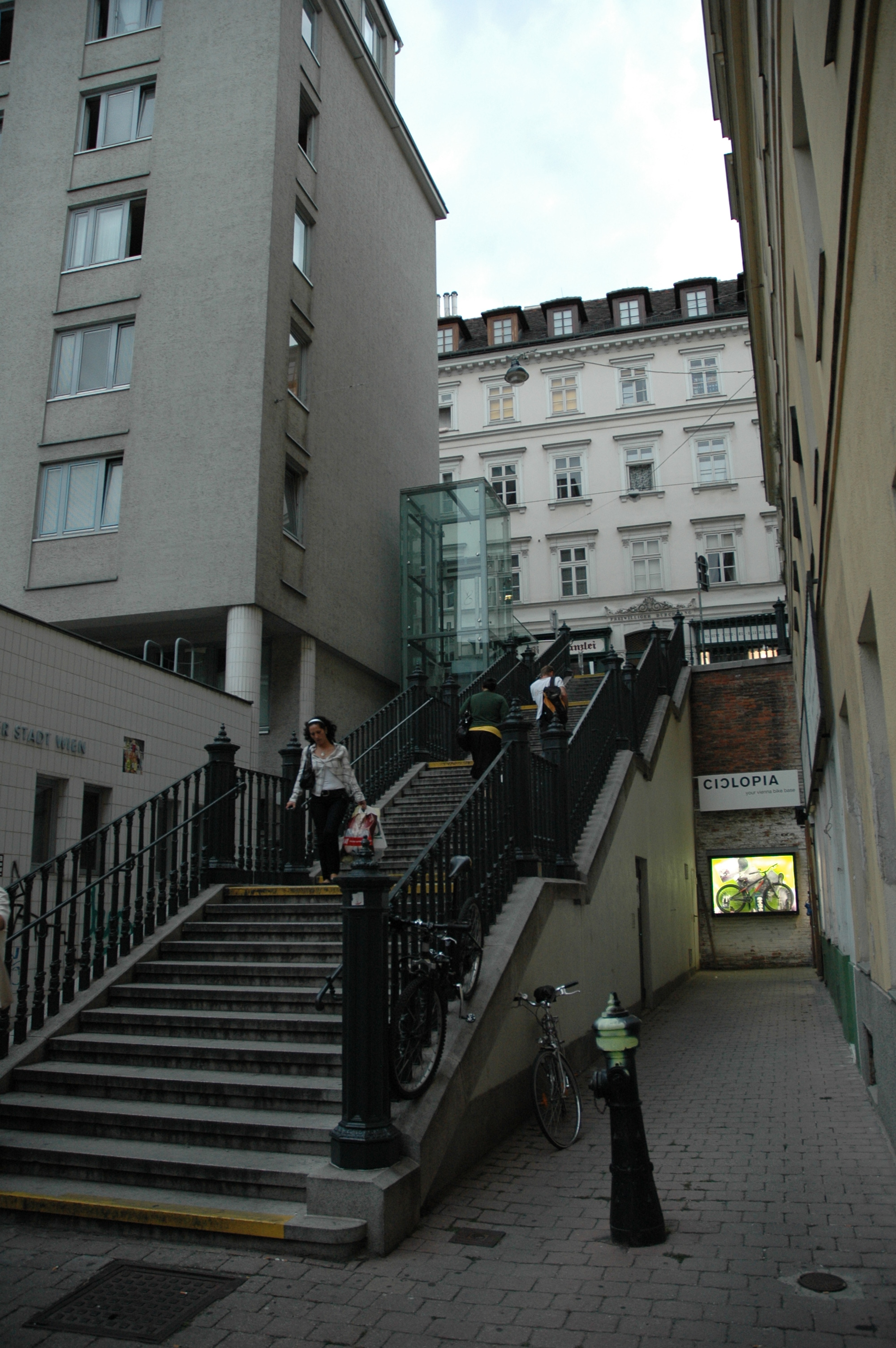
Amonstiege

Die Amonstiege ist eine Stiegenanlage im 6. Wiener Gemeindebezirk, Mariahilf.
Sie ist eine 13 Meter lange gerade Straßentreppe mit eisernem Stiegengeländer und vier Absätzen: 48 Stufen verbinden im Verlauf der Stiegengasse die tiefer gelegene Gumpendorfer Straße mit der höher gelegenen Windmühlgasse. Von dort führt der Raimundhof, das mit mehreren Stiegen versehene Durchhaus des Hauses „Zum goldenen Hirschen“ (Geburtshaus Ferdinand Raimunds), zur Mariahilfer Straße, während die Stiege abwärts als direkter Weg zum Wiener Naschmarkt genutzt wird.
Bereits in der ersten Hälfte des 19. Jahrhunderts gab es an dieser Stelle eine Stiege, deren Anlage laut Plan von Anton Behsel (1825) ähnlich der heutigen gewesen sein dürfte. 1850 wurde die Gegend in die Stadt Wien eingemeindet. 1863/1864 erfolgte in ihrem Auftrag die „Neuherstellung und gleichzeitige Verbreiterung der sogenannten Amonsstiege“. Die Bezeichnung „Amons(s)tiege“ war offenbar schon lange davor üblich.
Die Stiege wurde nach Familie Amon benannt, die etwa ein halbes Jahrhundert lang (von ca. 1793 bis 1843) ein Haus und eine Fleischselcherei nahe der Stiege, am heutigen Standort Windmühlgasse 15 / Stiegengasse 20, besaß. Mit der Bezeichnung „Amonstiege“ wurde keine verdienstvolle Person geehrt, sondern es ist darin eine Orientierungshilfe aus vergangenen Jahrhunderten zu sehen, in denen es noch die unübersichtlich angeordneten Konskriptionsnummern gab.
Da die Stiege lange Zeit für Menschen mit Rollstuhl oder Kinderwagen und Ältere ein unüberwindliches Hindernis darstellte, stellten die Mariahilfer Grünen im Jahr 2000 den Antrag zum Bau einer Steighilfe. Auf Grund technischer Probleme konnte eine solche nicht gebaut werden, somit entschied man sich für den Bau einer öffentlichen Liftanlage.
Am 27. Jänner 2005 wurde die öffentliche Liftanlage in Betrieb genommen. Der gläserne Lift bei der Amonstiege kostete rund 220.000 Euro, verbindet die Windmühlgasse mit der Gumpendorfer Straße und überwindet dabei einen Höhenunterschied von sieben Metern.